# صحنه رقص را خالی کنید
صحنهٔ رقص را خالی کنید (به انگلیسی: Evacuate the Dancefloor) نام تک‌آهنگی از آلبوم استودیویی سوم سال ۲۰۰۹ گروه یورودنس آلمانی کسکادا است. کارلپریت، رپخوان آلمانی در نیمهٔ دوم این آهنگ در کنار خوانندهٔ اصلی کسکادا یعنی ناتالی هورلر حضور دارد. آهنگ به صورت لوح فشردهٔ صوتی و پایین‌گذاری دیجیتالی در ۲۹ ژوئن ۲۰۰۹ در بریتانیا عرضه شد و در همان هفتهٔ اول، در جدول تک‌آهنگ‌های بریتانیا اول شد. آهنگ مزبور تاکنون در جدول‌های ایرلند و نیوزیلند دوم شده‌است.

## پذیرش انتقادی
میوزیک هاوس آن‌را آهنگی یوروپاپ که خود کسکادا پیش‌تاز آن بوده می‌داند، که مفرح و پایکوبانه است و برای اولین بار آراندبی و گوشه‌هایی از سول و رپ را بر سر میز گروه آورده‌است. با این‌حال آهنگ مزبور هنوز هیجان‌آور و دست‌بالابر است، اما اینبار حرکات رقصی پیچیده‌تری را طلب می‌کند. تکنیک‌های موسیقایی پیچیدهٔ بکار رفته در آهنگ، آواز هورلر را بیش از همیشه منحصربفرد و قدرتمند کرده‌است.
دیجیتال اسپای می‌گوید «آهنگ کمی نسبت به یورودنس‌های قبلی متفاوت است. به گوش ما، صحنهٔ رقص را خالی کنید شبیه مخلوطی از کارهای لیدی گاگا، کارهای اخیر بریتنی اسپیرز، و آهنگ از حرکت نایست اس کلاب ۷ است.»

### مقایسه با لیدی گاگا
چون این آهنگ برخلاف سبک یورودنس همیشگی گروه، مایهٔ الکتروپاپ دارد، بعضی منتقدین ازجمله دیجیتال اسپای آن‌را با کارهای لیدی گاگا مقایسه کرده‌اند. اگرچه بعداً هورلر در مصاحبهٔ خود با دیجیتال اسپای تأکید فراوانی بر نوشته شدن آهنگ پیش از مهٔ ۲۰۰۸ دارد و می‌گوید:
از عبارت «برگفته» خوشم نمی‌آید، کمی منفی است. ما آلبوم را [در ابتدا تا نیمهٔ ۲۰۰۸] شروع کردیم و «صحنهٔ رقص را خالی کنید» یکی از اولین آهنگ‌هایی بود که ضبط کردیم؛ آن موقع هنوز لیدی‌گاگا در نیامده بود. کسی به من گفته که در وب خوانده او در واقع از ما الهام گرفته. نمی‌دانم آیا حقیقت دارد یا نه، ولی جالب بود اگر اینگونه باشد. ما خیلی وقت است حضور داریم و برای موفقیت‌مان بسیار زحمت کشیده‌ایم، پس دلیلی ندارد چیزی را که بخاطرش احترام داریم به‌دوری بیندازیم. ما به آن‌چه از نمو و پیشرفت‌مان حاصل شده مفتخریم.

## ویدئو موسیقی
ویدئو موسیقی این آهنگ قرار بود عصر روز ۲۵ ژوئن ۲۰۰۹ برای اولین نمایش در وب‌گاه کلاب‌لند قرار گیرد، اما بخاطر مشکلات و تأخیر در ارسال فیلم از لوس آنجلس به بریتانیا، نمایش آن یک روز به تعویق افتاد.
ویدئو هورلر را در حال خواندن جلوی چراغ‌هایی در یک کلاب در احاطهٔ مهمانی‌روندگان نشان می‌دهد. ویدئو سپس رقصنده‌هایی را در صحنهٔ رقص، هورلر را در حال خواندن جلوی درب‌های باز، و جوانان را در حال رقصیدن در زمینه نشان می‌دهد. سپس کارلپریت روی مبل در حالی که در پس‌زمینه می‌خواند حضور می‌یابد. پایان ویدئو یک مبل گرد چرخان است که کارلپریت روی دستهٔ میانی آن پشت به ناتالی هورلر نشسته و آن‌دو در میان جوانان رقصنده می‌خوانند.